# María Lía Zervino
María Lía Zervino (ur. 1951 w Buenos Aires) – argentyńska pielęgniarka, doktor socjologii i działaczka społeczna, przewodnicząca Światowej Unii Katolickich Organizacji Kobiet (The World Union of Catholic Women’s Organisations (WUCWO) jest jedną z trzech kobiet, które po raz pierwszy weszły w skład Dykasterii ds. Biskupów. W skład tejże dykasterii została powołana przez papieża Franciszka w dniu 13 maja 2023, jako pierwsza osoba świecka.
María Lía Zervino jest dziewicą konsekrowaną i należy do Stowarzyszenia Służebnic Dziewic Konsekrowanych (Asociación de Vírgenes Consagradas Servidoras), założonego w ich diecezji, Buenos Aires, przez sługę Bożego ks. Luisa Maríę Etcheverry'ego Boneo.
W przeszłości María Lía Zervino była dyrektorem Krajowej Komisji Sprawiedliwości i Pokoju przy Konferencji Episkopatu Argentyny. Światowy Związek Katolickich Organizacji Kobiet (WUCWO), któremu od 2018 przewodniczy, współpracuje z około 100 organizacjami katolickimi w ponad 50 krajach, z których wszystkie są reprezentowane przez kobiety. W sumie związek skupia 8-10 milionów katoliczek ze wszystkich kontynentów. Poza tym prowadzi m.in. zajęcia z Komunikacji Kościelnej na Uniwersyteckiej Szkole Teologiczej (Escuela Universitaria de Teología) w Mar del Plata.